# Crazy Frog
Crazy Frog (досл.: «Безумный лягушонок», изначально известный как англ. The Annoying Thing — «надоедливая штука») — компьютерный анимационный персонаж (лягушонок-певец), созданный в 2002—2003 году шведским дизайнером Эриком Вернквистом. Права на произведение были проданы рингтон-провайдеру Jamba! (Jamster) для использования в рекламе. Данная анимация была создана, чтобы сопровождать странный звуковой эффект, созданный 17-летним шведом Даниэлем Мальмедалем в 1997 году в попытке имитировать звук двигателя мопеда.
Crazy Frog стал широко известным после клипа 2005 года на ремикс «Axel F» (иногда упоминается как «Crazy Frog song», чтобы отличить от оригинала). Этот ремикс занимал первые места в рейтингах в Соединенном Королевстве, Ирландии, Турции, Новой Зеландии, Австралии и многих странах Европы. Последующие альбомы Crazy Frog Presents Crazy Hits и второй сингл «Попкорн» (Popcorn) также пользовались успехом во всем мире, и второй альбом под названием Crazy Frog Presents More Crazy Hits был выпущен в 2006 году. Crazy Frog также породил целый ряд товаров и игрушек, а также две видео-игры.

## История
В 1997 году 17-летний студент из Гётеборга Даниэль Мальмедаль опубликовал в Интернете свою попытку сымитировать голосом звуки заводящегося мопеда. Звукозапись широко распространилась в виде mp3 записей и флеш-роликов. Даниэля пригласили на шведское телевидение, чтобы он повторил звук в прямом эфире.
В 2003 году данный звуковой эффект обнаружил другой швед — вышеупомянутый Эрик Вернквист, и, не зная о его происхождении, решает использовать для продажи рингтонов. Выкладывая результат в интернет, он ещё не понимает, что создаёт настоящий хит. Ролик распространился по интернету, и это не могло остаться незамеченным.
Позже появляется компания Jamster, занимающаяся продажами рингтонов, и предлагает отправить ролик в мир музыки и получает на это согласие. Для начала компания Jamster решает, что «Надоедливая штука» — не лучшее имя для продаж, и поэтому персонаж получает новое имя — Crazy Frog («Сумасшедший лягушонок»). Сам создатель Crazy Frog’а кратко подчёркивал в интернете, что это вовсе не лягушка, и тем более не сумасшедшая.

## Критика и цензура
В феврале 2005 года несколько зрителей выслали жалобы в Advertising Standards Authority (ASA, Британия). Также были жалобы на слишком частые показы персонажа, например, до двух раз каждый час в течение большей части дня, при этом некоторые каналы показывали его дважды за один рекламный блок.
ASA не предпринимала действий, указав, что реклама уже была классифицирована как неподходящая для вещания во время детских передач, поскольку содержит премиальный телефонный номер для покупки рингтонов, а также на то что каждый вещатель волен сам решать, с какой частотой ему следует демонстрировать рекламный ролик. Позже Jamster! в ходе акта самоцензуры произвела пикселизацию частей тела персонажа, близких к гениталиям.
В апреле 2005 года многие телезрители выяснили, что рекламируемая услуга представляет собой не единоразовую покупку рингтона, как можно было подумать исходя из содержания ролика, а постоянную подписку на сервисы компании.
В мае 2005 были посланы новые жалобы в ASA. Интенсивность ротаций ролика превысила все рекорды, ранее существовавшие в Британии. По данным The Guardian, Jamster выкупила 73716 ротаций на всех каналах страны только в мае — в среднем 2378 ротаций в день — по цене в £8 млн, почти половина которых была потрачена на канал ITV. Около 87 % населения страны видело рекламу Crazy Frog в среднем 26 раз, около 15 % показов происходило дважды в рамках одного рекламного блока, и 66 % показов транслировались в смежных рекламных блоках. Около одной десятой населения просмотрело рекламу более 60 раз. Такая ситуация привела к тому, что значительная часть страны расценивала персонажа как нечто чрезвычайно раздражающее.
Несмотря на огромную популярность, хиты Crazy Frog вызывали у прослушавших их людей различные чувства по отношению к лягушонку и «его музыке». Это заметно по соотношению количества положительных и отрицательных оценок творчества Crazy Frog на YouTube. На одном только ремиксе «Axel F» при почти 2,2 миллиардах просмотров было поставлено 1,4 млн оценок «Не нравится». В комментариях под видео многие пользователи жаловались на то, что Crazy Frog «своим ремиксом убил их ностальгию». По их словам, «дело даже не в музыкальной части, потому что она звучит не так плохо, а весь ремикс портит сам Crazy Frog, издавая бессмысленные звуки». Хотя эти же самые «бессмысленные звуки» какое-то время были поводами для большого количества шуток в социальных сетях.

## Дискография

### Альбомы
- 2005 — Crazy Hits[англ.]
- 2006 — More Crazy Hits[англ.]
- 2009 — Everybody Dance Now[англ.]

Синглы
- 2021 — Tricky
- 2022 — A Ring Ding Ding Ding
- 2023 — Funny Song